# Афера Иран-Контра
Афера Иран-Контра, у Ирану позната као Макфарланова афера, била је политички скандал који се десио током другог мандата америчког председника, републиканца Роналда Регана. Виши владини званичници су потајно организовали продају оружја Ирану, који је тада био под ембаргом на куповину оружја. Умешани амерички званичници су се надали да ће новац од продаје оружја осигурати пуштање неколико талаца које су држали исламистички терористи и омогућити америчким обавештајним агенцијама да финасирају никарагванске контраше, пошто је по Боландованом амандману даље финасирање контраша забранио амерички Конгрес.
Скандал је почео као операција ослобађања седам америчких талаца које је у Либану држала група са иранским везама повезана са Армијом чувара исламске револуције. Планирано је да ће Израел однети бродом своје оружје за Иран, а онда ће САД поново снабдети Израел и добити новац од Израела. Иранска страна је обећала да ће учинити све у њеној моћи да издејствује ослобађање америчких талаца. План се претворио у продају оружја у замену за таоце, у којима је америчка страна продавала оружје у замену за ослобађање америчких талаца. Велике промене је крајем 1985. у план унео потпуковник Оливер Норт из Националног безбедносног комитета, по ком је део новца од продаје оружја био преусмерен на финансирање контраша, антисандинистичких и антикомунистичких побуњеника у Никарагви.
Иако је Роналд Реган био присталица Контриних циљева, оспорени су докази да ли је он одобрио преусмеравање контрашима новца добијеног од продаје оружја Ирану. Руком писане белешке које је написао секретар за одбрану Каспар Вајнбергер 7. децембра 1985. наговештавају да је Реган био свестан потенцијалне размене талаца са Ираном, као и са продајом хок и тов ракетних система умереним елементима у Ирану. Вајнбергер је рекао да је Реган изјавио „да он може одговарати на оптужбе на незаконитостм али да не може да одговара на оптужницу да је велики јаки председник Реган пропустио шансу да ослободи таоце.“ Након што је продаја откривена у новембру 1986, Реган се појавио на националној телевизији и изјавио да се пренос оружја заиста десио, али да Сједињене Државе не тргују оружјем за таоце. Истрга која је ометена када су званичници Реганове администрације уништили или ускратили велике количине докумената везаних за скандал. Реган се поново обратио нацији 4. марта 1987, преузевши пуну одговорност за сваку акцију за коју није био свестан и признао да оно што је почело као стратешко отварање према Ирани погоршало, њеним спровођњем, у продају оружја за таоце.
Уследило је неколико истрага, међу којима су истраге америчког Конгреса и трочлане Тауерове комисије коју је именовао Реган. Наде демократа да ће афера Иран-Контра имати исти ефект као афера Вотергејт нису се оствариле. Није пронађен ниједан доказ да је председник Реган знао за обим више програма. Реган је успео уверити америчку јавност да није знао за поступке својих потчињених, и повратио је своју популарност. На крају продаја оружја Ирану није оцењена као криминални прекршај, али су подигнуте оптужнице против пет особа због њихове помоћи контрашима. Ове оптужбе су касније одбачене јер је америчка влада одбила да скине ознаку тајности са неких докумената. Оптуженици су се стога суочили са знатно слабијим оптужбама. На крају је оптужено четранест владиних званичника, међу њима однашњи секретар одбране Каспар Вајбергер. Донето је 11 пресуда да су оптужени криви, али су неке укинуте после жалби. Остали опужени или осуђени су помиловани последњих дана мандата председника Џорџа Буша Старијег, који је био потпредседник у време афере. Оливер Норт, један од кључних актера, је, пак стекао велике симпатије у антикомунистичком и десно оријентисаном делу америчке јавности.